# Stefanie Scott
Stefanie Noelle Scott (Chicago, 6 december 1996) is een Amerikaanse actrice.

## Carrière
Scott was in 2008 te zien in de film Beethoven's Big Break in de rol van Katie. Daarna volgde Flipped in 2010 en speelde ze in No Strings Attached uit 2011 de jongere versie van het hoofdpersonage, Emma. Eveneens in 2011 had ze een van de hoofdrollen in de Disneyserie A.N.T. Farm. Datzelfde jaar bracht Scott haar eerste nummer "Girl I used to know" uit. De muziekvideo die bij het nummer hoorde, kwam uit in oktober. In 2013 had ze een gastrol in het vijftiende seizoen van Law & Order: Special Victims Unit. Ze speelde ook een gastrol in de Disneyserie Jessie. In 2014 werden met haar vier films opgenomen, Insidious: Chapter 3, Jem and the Holograms, 1 Mile to You en Caught. Caught werd op 12 juni 2015 vertoond op het Los Angeles Film Festival. In 2015 was Scott te zien in de muziekvideo voor het nummer "Girls Like Girls" van Hayley Kiyoko. In 2016 speelde ze als Nancy Ryan in de film I.T. In augustus 2016 werd bekendgemaakt dat ze de hoofdrol zou spelen in de sciencefictionfilm First Light (2017) van regisseur Jason Stone.

## Filmografie

### Film
| Jaar | Titel                 | Rol             | Notities       | Age |
| ---- | --------------------- | --------------- | -------------- | --- |
| 2008 | Beethoven's Big Break | Katie           |                | 12  |
| 2010 | Flipped               | Dana Tressler   |                | 14  |
| 2011 | No Strings Attached   | Young Emma      |                | 15  |
| 2012 | Frenemies             | Julianne        |                | 16  |
| 2012 | Wreck-It Ralph        | Moppet Girl     | Stem           | 16  |
| 2014 | Red Zone              | Caroline        |                | 18  |
| 2015 | Insidious: Chapter 3  | Quinn Brenner   |                | 19  |
| 2015 | Caught                | Allie           |                | 19  |
| 2015 | Jem and the Holograms | Kimber Benton   |                | 19  |
| 2016 | I.T.                  | Nancy Ryan      |                | 20  |
| 2017 | 1 Mile to You         | Ellie Butterbit |                | 21  |
| 2017 | Small Town Crime      | Ivy             |                | 21  |
| 2018 | Beautiful Boy         | Julia           |                | 22  |
| 2021 | Girl in the Basement  | Sara            | Main character | 25  |

### Televisie
| Jaar    | Titel                               | Rol                      | Notities                                                                                       |
| ------- | ----------------------------------- | ------------------------ | ---------------------------------------------------------------------------------------------- |
| 2008    | Chuck                               | Young Sarah              | "Chuck Versus the DeLorean" (seizoen 2, aflevering 10)                                         |
| 2009    | The New Adventures of Old Christine | Britney Burke            | "The Curious Case of Britney B" (seizoen 5, aflevering 6)                                      |
| 2009    | Special Agent Oso                   | Briana                   | Stem; "Goldfeather/Live and Let Ride" (seizoen 1, aflevering 5)                                |
| 2010    | Sons of Tucson                      | Molly                    | "Kisses and Beads" (seizoen 1, aflevering 10)                                                  |
| 2010    | Funny in Farsi                      | Deborah "Debbie" Appleby | "Pilot" (seizoen 1, aflevering 1)                                                              |
| 2011-14 | A.N.T. Farm                         | Lexi Reed                | Hoofdrol, 62 afleveringen                                                                      |
| 2012    | Frenemies                           | Julianne                 | Televisie film                                                                                 |
| 2014    | Law & Order: Special Victims Unit   | Clare Wilson             | "Jersey Breakdown" (seizoen 15, aflevering 12) "Gambler's Fallacy" (seizoen 15, aflevering 17) |
| 2014    | Jessie                              | Maybelle                 | "Hoedown Showdown" (seizoen 3, aflevering 9)                                                   |